# Osker
Gli Osker sono un gruppo pop punk statunitense formatosi a Los Angeles nel 1998. Inizialmente erano composti solo dal cantante e chitarrista Devon Williams, a cui presto si unì il bassista Dave Benitez; con questa formazione il gruppo registrò un demo di quattro tracce che portò a un contratto con la Epitaph Records. 
Realizzarono due album, Treatment 5 e Idle Will Kill, prima di sciogliersi nel 2002. Dopo la rottura, Williams si unì ai gruppi folk Lavender Diamond e Fingers Cut Megamachine, Benitez entrò a far parte dei Black Heartthrobs e il batterista Drazik formò End on End e Punk Is Dead.

## Discografia

### Album studio
- 2000 - Treatment 5
- 2001 - Idle Will Kill

### Split
- 1998 - Osker/Blindsided

### Apparizioni in compilation
- 1998 - Punk-O-Rama Vol. 3
- 1999 - Punk-O-Rama Vol. 4
- 2000 - Punk-O-Rama Vol. 5
- 2001 - Punk-O-Rama Vol. 6